# Прохазка, Либор
Либор Прохазка (чеш. Libor Procházka; 25 апреля 1974, Влашим, Чехословакия) — чехословацкий и чешский хоккеист, защитник. Олимпийский чемпион 1998 года; чемпион мира 1999 года.

## Игровая карьера

### Клубная карьера
Либор Прохазка родился во Влашиме, где и начал заниматься хоккеем. В 14 лет переехал в Кладно. В 17 лет он дебютировал в Чехословавцкой экстралиге. В 1994 году в составе «Кладно» Прохазка выиграл бронзу Чешской экстралиги.
В 1993 году на драфте НХЛ «Сент-Луис Блюз» выбрал Прохазку в десятом раунде. В том же году он участвовал в тренировочном лагере команды, но контракт с ним так и не был подписан. В сезоне 1999/00 Прохазка выступал за фарм-клуб «Сент-Луиса» в АХЛ «Вустер АйсКэтс».
В 2006 году Прохазка перешёл в шведский «Шеллефтео» и помог клубу выйти в Шведскую элитную серию. В сезоне 2007/08 Прохазка перешёл в другой шведский клуб из Аллсвенскан, «Лександ», но повторить успех «Шеллефтео» не смог.

### В сборной
В составе юниорской сборной Чехословакии Прохазка стал чемпионом Европы в 1992 году.

Участник ЧМ 1997 - 1999 . ЗОИ 1998 . (31 матч, 4 гола).

За сборную Чехии Прохазка провёл 99 матчей. В 1998 году он был в составе сборной на Олимпиаде в Нагано, но не сыграл там ни одного матча. Тем не менее, Прохазка стал олимпийским чемпионом. На чемпионате мира  1999 г. Прохазка вместе со сборной Чехии выиграл золотые медали.

## Достижения

### Командные
Чешская экстралига
| Год        | Команда | Достижение                              |
| ---------- | ------- | --------------------------------------- |
| 1994       | Кладно  | Бронзовый призёр Чешской экстралиги     |
| 2004, 2009 | Спарта  | Бронзовый призёр Чешской экстралиги (3) |

Аллсвенскан
| Год  | Команда   | Достижение                     |
| ---- | --------- | ------------------------------ |
| 2006 | Шеллефтео | Выход в Шведскую элитную серию |

Международные
| Год        | Команда              | Достижение                       |
| ---------- | -------------------- | -------------------------------- |
| 1992       | Чехословакия (до 18) | Чемпион Европы                   |
| 1998       | Чехия                | Олимпийский чемпион              |
| 1999       | Чехия                | Чемпион мира                     |
| 1997, 1998 | Чехия                | Бронзовый призёр чемпионата мира |

- Список достижений приведён по данным сайтов Eliteprospects.com и HCsparta.cz.